# Mercury-Atlas 9
Mercury-Atlas 9 – ostatni lot programu Merkury. Pilotem był Gordon Cooper – ósmy człowiek, który znalazł się w kosmosie, a pilotem rezerwowym był Alan Shepard.
Misje Wostoków z 1962 i 1963 roku pokazały wyższość radzieckiego programu kosmicznego nad projektem Merkury, którego możliwości były dość ograniczone. Kapsułę Merkury trochę ulepszono i w maju 1963 roku Gordon Cooper, wyposażony w większy zapas tlenu i paliwa do korygowania wysokości orbity spędził w kosmosie niecałe półtorej doby, wykonując dwadzieścia dwa okrążenia globu.

## Dane
źródło
- misja: Mercury-Atlas 9
- astronauta: Gordon Cooper
- start: 15 maja 1963
- liczba okrążeń Ziemi: 22
- czas trwania misji: 34 godz. 19 min. 49 s.
- pokonana odległość: 878 971 km
- maksymalna prędkość: 28 239 km/godz.
- maksymalne przyspieszenie: 7,6 g

## Statek Merkury
źródło
W misji wykorzystano statek nr 20. Różnił się od Sigmy 7 Schirry następującymi cechami:
- System sterowania:
  - Usunięto układ sterowania położeniem kapsuły
  - Dodano zbiornik paliwa o pojemności 7 kilogramów
  - Zainstalowano zmodyfikowane komory silników korekcyjnych
  - W układzie sterowania reakcyjnego zainstalowano zawór pozwalający na wymienne korzystanie ze zbiorników paliwa układu sterowania automatycznego i ręcznego.
- Systemy komunikacyjne:
  - Usunięto zapasowy nadajnik UKF
  - Zainstalowano kamerę działającą w systemie SSTV
- Przyrządy:
  - Usunięto zapasowy nadajnik telemetryczny
  - Zmniejszono dwukrotnie prędkość rejestracji dźwięku
  - Usunięto peryskop
  - Usunięto jeden z komputerów
- System podtrzymywania życia
  - Dodano dwukilogramowy zbiornik tlenu
  - Zainstalowano dodatkowy zawór w systemie chłodzenia skafandra
  - Dodano układ z ręcznym sterowaniem do odprowadzania cieczy ze skraplacza i moczu
  - Dodano 4-kilogramowy zbiornik chłodziwa (wody)
  - Dodano dwukilogramowy zbiornik wody pitnej
  - Dodano pochłaniacz ditlenku węgla o masie 1/3 kg
- Układy elektryczne i sekwencyjne
  - Zastąpiono dwa akumulatory o pojemności 1500 watogodzin dwiema jednostkami o pojemności 3000 watogodzin
  - Wymieniono dwie z trzech przetwornic napięcia.

## Rakieta nośna
źródło
Atlas 130D był szóstą z kolei rakietą w programie Mercury. Egzemplarz był tylko nieznacznie zmodyfikowany w stosunku do tego, który wyniósł na orbitę astronautę Waltera Schirrę.

## Misja

### Odliczanie
źródło
Odliczanie w całej sieci stacji obsługi rozpoczęło się 14 maja 1963 roku o godzinie 7:00 i przebiegało bez większych problemów. W czasie T –
01:00:00 ogłoszono kilka krótkich przerw, które w sumie trwały dwie godziny. Przyczyną była konieczność naprawy agregatu wykorzystywanego do przemieszczania wieży startowej. Odliczanie zostało wznowiono o godzinie 14:09. O 15:00 okazało się, że awarii uległ radar stacji naziemnej na Bermudach i start odwołano. Odliczanie zostało wznowione po 24 godzinach, 15 maja 1963 roku o 7:00.

### Lot

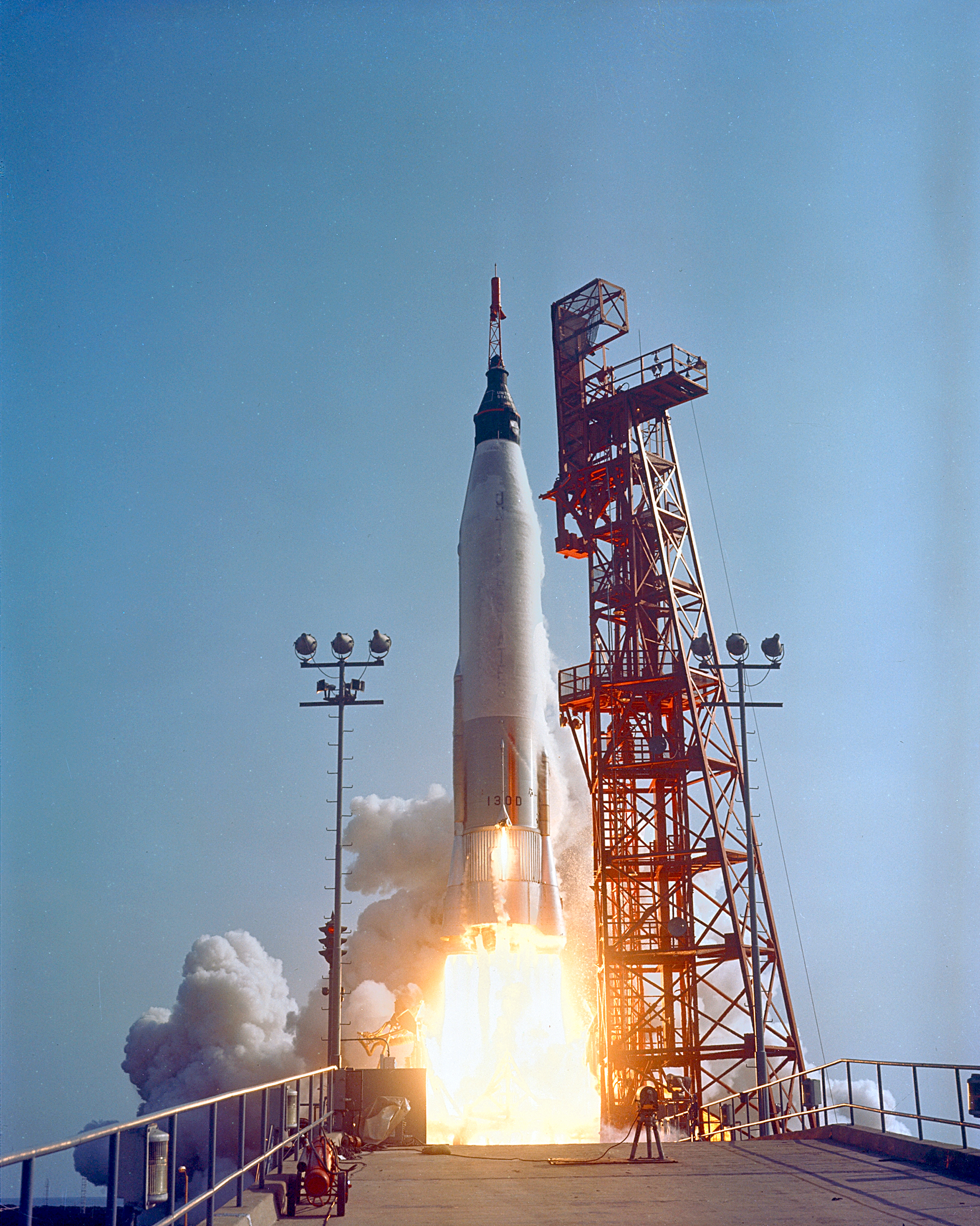
Start rakiety Atlas do misji Mercury 9

Start nastąpił w środę 15 maja 1963 r. o godz. 13:04 UTC z kosmodromu Cape Canaveral Space Force Station na Przylądku Canaveral. Kapsuła kształtem przypomina dzwon o długości 285 cm oraz szerokości niecałe dwa metry. Przy starcie kabina miała masę 1800 kg (razem z rakietą ratunkową). 29-metrowa rakieta Atlas D uniosła kabinę „Faith-7”. W 6 minut później, po odłączeniu się od rakiety kapsuła weszła na orbitę, której apogeum wynosiło około 263 km, perygeum 160 km, a kąt nachylenia względem równika – 32,5°. Jedno okrążenie trwało 89 minut. Głównym celem lotu Coopera było uzyskanie dalszych informacji o wpływie długotrwałej nieważkości na organizm ludzki. W czasie pierwszego okrążenia Cooper przeprowadził rozmowy z Schirrą, Grissomem i Shepardem. W trakcie trzeciego okrążenia, gdy kapsuła znajdowała się nad południową częścią Atlantyku, astronauta miał wypuścić plastikowy balon o średnicy 5,75 cala, wyposażony w urządzenie, które przez 10 godzin miało nadawać co sekundę sygnały świetlne widoczne z odległości około 24 km. W nocy Cooper miał obserwować migający balonik i dokonywać zdjęć w celu ustalenia w jakim stopniu można określić w kosmosie odległość i widzieć źródło światła o pewnym znanym natężeniu. Doświadczenie miało również służyć badaniom gęstości atmosfery. Próby te jednak zakończyły się niepowodzeniem. W czwartek 16 maja w czasie 9. okrążenia astronauta zasnął: sen trwał 7 godzin. W południe Cooper zakomunikował, że jego 9-kilogramowy skafander trochę szwankuje, ale następnie podał, że usunął usterkę. Dokonując kolejnych okrążeń astronauta, przelatując nad Oceanem Indyjskim, fotografował światło zodiakalne, a następnie horyzont Ziemi. O godz. 13 zjadł śniadanie (sok owocowy i porcję suszonej żywności). Gdy Cooper kończył 16. okrążenie z punktu kierującego lotem oznajmiono mu, że ponieważ wszystko jest w porządku, ma on wykonać planowane 22 okrążenia Ziemi. Jednak na 19. okrążeniu w kabinie zapaliła się lampka wskazująca, że „Faith-7” zaczyna tracić swą nieważkość. Lampka ta powinna się zapalić dopiero po włączeniu silnika hamującego. W związku z tym polecono Cooperowi, aby był gotów do ręcznego włączenia silnika. Na dodatek, gdy Cooper po raz ostatni przelatywał nad Afryką i chciał włączyć system automatycznej kontroli położenia kabiny, zepsuły się obie przetwornice, które miały zamieniać prąd stały czerpany z baterii w prąd zmienny i zasilać nim automat. Cooper musiał więc sam manewrować kabiną przez cały okres zejścia.

### Wodowanie
Przed włączeniem silników hamujących astronauta obrócił kabinę o 180 stopni, tak że leciała zwrócona do przodu szerokim dnem pokrytym osłoną termiczną. W czwartek o godz. 23:04 astronauta uruchomił w odstępach 5-sekundowych trzy silniki hamujące. Włączył je na polecenie podane przez Johna Glenna. Pojazd znajdował się koło Wysp Japońskich i leciał na wschód od Szanghaju. Gdy pojazd znajdował się już nisko nad Pacyfikiem, otworzyły się spadochrony. 16 maja 1963 roku o godz. 23:24 Gordon Cooper zakończył 34- godzinną wyprawę w kosmos. Kabina wodowała pomyślnie w odległości 128 km na południowy wschód od wysp Midway, a 6300 metrów od czekającego lotniskowca USS Kearsarge. Płetwonurkowie zrzuceni ze śmigłowca zabezpieczyli „Faith-7” kołem ratunkowym. Kabina po wodowaniu miała masę około 1080 kg. Następnie kapsułę z astronautą wciągnięto na pokład okrętu.
Dwa dni po locie astronauta na konferencji prasowej poinformował, że w czasie lotu widział wiele szczegółów na powierzchni Ziemi. Gdy widoczność była dobra, rozróżniał nie tylko kontynenty czy poszczególne kraje, ale także miasta i pojedyncze budynki. Stwierdził, że w czasie przelotu nad Tybetem widział smugi dymu wydobywające się z kominów. Na pytanie czy miał wątpliwości, co do pomyślnego powrotu odparł: „zawsze wierzyłem, że wrócę szczęśliwie”.

## Podsumowanie
Lot z wykorzystaniem rakiety nośnej przebiegł normalnie. Podczas całego lotu astronauta musiał monitorować i ręcznie regulować temperaturę w kabinie i skafandrze, ponieważ wahała się zależnie od poboru mocy ze źródła prądu zmiennego. Uznano to za stosunkowo niegroźną usterkę i czas trwania misji nie uległ skróceniu. Zużycie paliwa okazało się mniejsze od zakładanego. Wszystkie raporty Coopera wskazywały, że dobrze radził sobie z jego wykorzystaniem.
Doświadczenia zdobyte podczas realizacji programu prowadziły do jednoznacznego wniosku, że w bardziej skomplikowanych misjach Gemini i Apollo, konieczna będzie większa automatyzacja statku. Dotyczyło to także przetwarzania danych. By podejmować dobre decyzje, niezbędna była analiza informacji w czasie rzeczywistym.

## Ciekawostki
- W czasie lotu astronauta otrzymał dawkę promieniowania o wartości 2,7 milisiwertów[3].
- W ciągu 34 godzin lotu Cooper stracił trzy kilogramy.
- List z gratulacjami dla Gordona Coopera nadesłał także Nikita Chruszczow.